# Tachinaephagus zealandicus
Tachinaephagus zealandicus är en stekelart som beskrevs av William Harris Ashmead 1904. Tachinaephagus zealandicus ingår i släktet Tachinaephagus och familjen sköldlussteklar. Inga underarter finns listade i Catalogue of Life.

## Bildgalleri

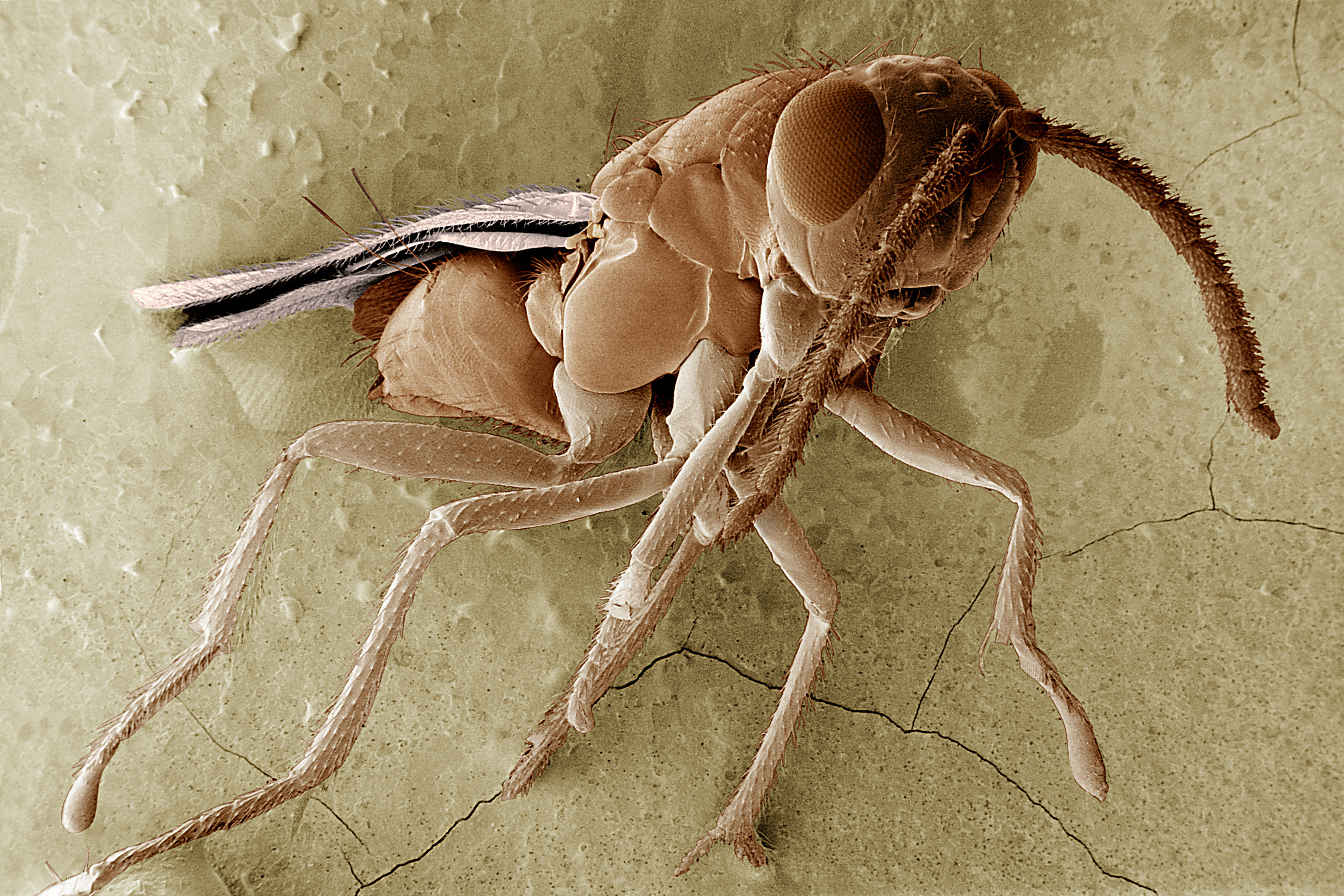